# Antahuara
La danza Antahuara (o Antawara) es una manifestación cultural del altiplano boliviano, popular principalmente en el departamento de Oruro. Su nombre se deriva del idioma aymara y hace alusión a las nubes rojizas que se observan en el amanecer o atardecer en el altiplano.

## Origen y contexto
La danza de la Antahuara tiene sus raíces en las tradiciones de pastoreo del altiplano, una actividad fundamental en la economía y cultura de las comunidades andinas de Bolivia. Los movimientos de la danza imitan el pastoreo de los animales, y algunos gestos buscan representar la protección contra depredadores. Los registros indican que esta danza tiene orígenes precoloniales y ha sido transmitida de generación en generación dentro de las comunidades aymara de Bolivia.

## Vestimenta
La vestimenta es una parte fundamental de la danza, y cada elemento refleja la vida y el entorno del altiplano. Las mujeres llevan sombreros adornados con cintas, blusas bordadas, y polleras que suelen ser cortas para facilitar los movimientos. Los hombres, conocidos en esta danza como "lloqallas", usan un poncho de vivos colores con bordados de figuras simbólicas como los iconos tiahuanacotas (de la cultura Tiahuanaco), además de camisas y pantalones de tela gruesa que simbolizan la vida de los pastores andinos.

## Elementos y coreografía
La coreografía de la Antahuara es vibrante y rítmica, con movimientos enérgicos que representan el control y cuidado del rebaño. Los instrumentos utilizados en la danza son generalmente de viento y percusión, con trompetas, bombos, tambores y otros elementos de bronce que enfatizan la conexión con la tierra y las montañas. La danza se ejecuta en formaciones en fila o parejas, recreando los desplazamientos de los pastores y la interacción con su entorno natural en el altiplano.

## Celebraciones y popularidad
La Antahuara es parte esencial de diversas festividades bolivianas, como el Carnaval de Oruro, declarado Obra Maestra del Patrimonio Oral e Intangible de la Humanidad por la UNESCO. La danza también se presenta en fiestas locales dedicadas a santos patronos, especialmente en la región de Oruro, donde es valorada por su simbolismo y tradición.

## Categorías
- Datos: Q131005043